# Брик Михайло Васильович

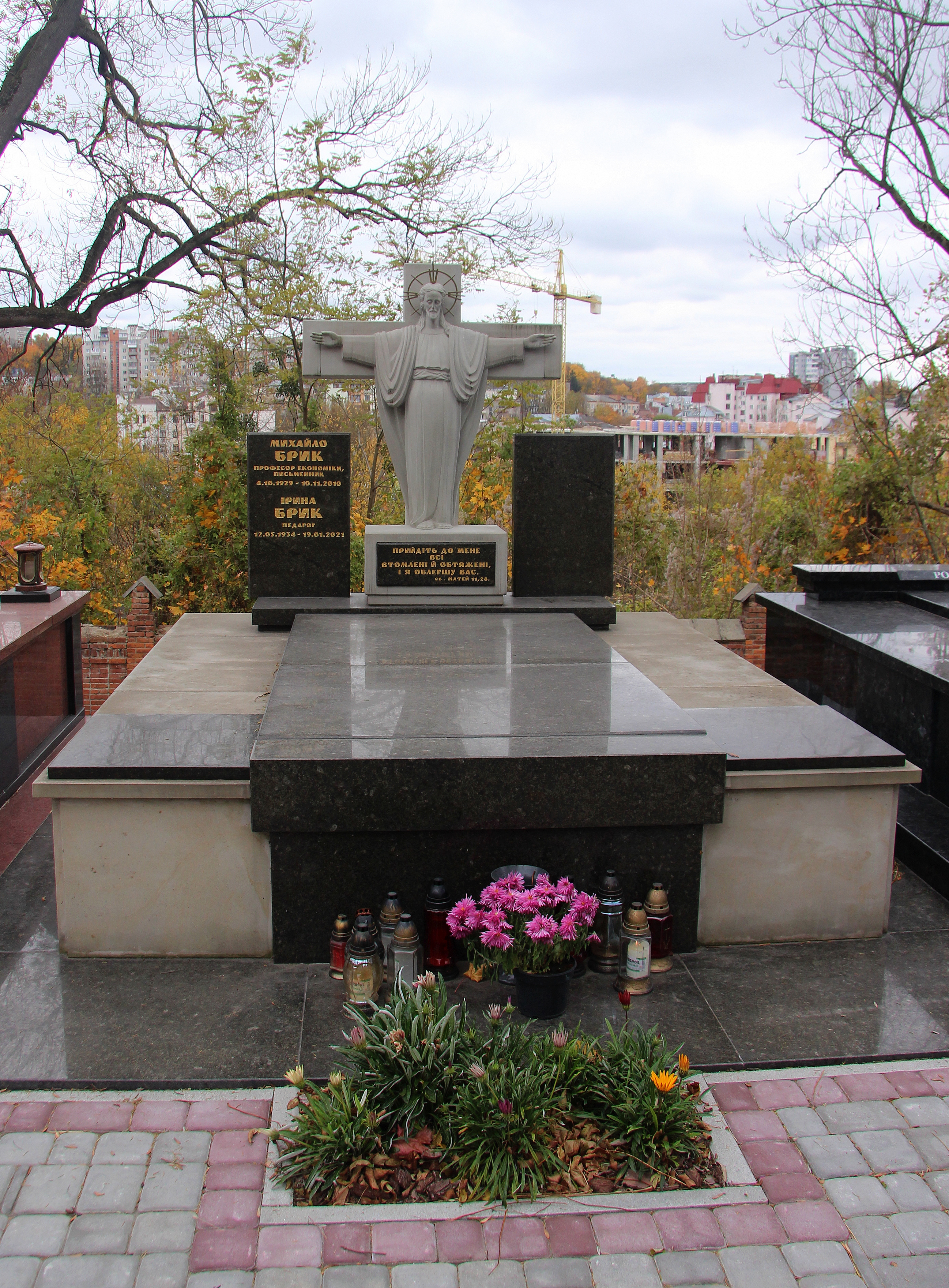

Михайло Васильович Брик (4 жовтня 1929, село Буковина, нині Жидачівський район, Львівська область — 10 листопада 2010, місто Львів) — український науковець, доктор економічних наук (1987), професор (1990). Львівський національний університет ветеринарної медицини та біотехнологій імені С. З. Гжицького. Завідувач кафедри історії України та економічної теорії, доктор економічних наук, професор.

## Життєпис
У 1949 році закінчив Ходорівську середню школу № 1. У 1949—1954 роках — студент юридичного факультету Львівського державного університету імені Франка. У листопаді 1951 року вступив до комсомолу.
З серпня 1954 по 1959 рік — юридичний консультант (юрисконсульт) виконавчого комітету Дрогобицької обласної ради депутатів трудящих.
З 1959 року — в апараті Дрогобицького міського комітету КПУ.
У 1964 — 10 липня 1968 року — секретар Дрогобицького міського комітету КПУ.
У 1968—1973 роках — заступник завідувача відділу науки та навчальних закладів Львівського обласного комітету КПУ.
У 1973—1982 роках — завідувач відділу науки та навчальних закладів Львівського обласного комітету КПУ.
У 1982—1988 роках — директор Інституту суспільних наук Академії наук УРСР у місті Львові.
З листопада 1988 року очолював кафедру історії України та економічної теорії Львівського національного університету ветеринарної медицини та біотехнологій. Був керівником держбюджетної теми «Актуальні проблеми економіки, соціальної сфери та культури».
Помер 10 листопада 2010 року. Похований у родинній усипальниці на полі № 72 Личаківського цвинтаря.

## Наукові праці
Професор Брик М. В. є співавтором підручника «Основи економічної теорії» (Тернопіль, 1993); «Економічного словника-довідника» (Київ, 1995); «Економічної енциклопедії» (Київ, 2000), колективної монографії «Економіка України в XXI столітті» (Львів, 2002), підготував і видав інші праці. Вийшли у світ сім його літературних видань.